# La Marina de Port
La Marina de Port és un barri del districte de Sants-Montjuïc, situat a l'est de Barcelona, i que forma part de la Marina de Sants. Es troba entre els barris de la Bordeta, la Font de la Guatlla, La Marina del Prat Vermell, Montjuïc i limita amb l'Hospitalet de Llobregat.
Està compost per una sèrie de barris històrics: Port, Can Clos, Polvorí, Foment, Sant Cristòfol (la Seat), Estrelles Altes, la Vinya i Plus Ultra. Aquesta ha estat tradicionalment una zona agrícola, amb un gran nombre de masies, la majoria d'abans del 1900. Avui dia trobem a les portes de Can Clos l'única masia de la ciutat de Barcelona, la Masia de Can Mestres.
Una de les zones que compon la Marina és l'anomenat barri de Port. El seu origen va lligat a la construcció del castell de Port a finals del segle x, juntament amb la capella de Mare de Déu de Port, citada al 1029al testament de la vescomtessa Ermengarda, filla del Comte Borrell.
Es creu que és una zona amb força importància dins la història de Barcelona, ja que es creu que la primitiva fundació romana de Barcelona fou en aquest indret, fins que finalment fou traslladat a l'altre cantó de Montjuïc, al Mont Tàber. Hi havia hagut un antic castell, anomenat castell de Port documentat el 1020, però no se sap si estava situat en un turó proper a Montjuïc, on a l'inici del segle xx encara hi havia una torre, o al peu de la muntanya al costat de la capella de la Mare de Déu de Port.
Hi hagué un primitiu port de Barcelona, record que es conserva en el nom del lloc que ja apareix documentat el 970, es creu que el port va ser actiu fins a l'alta edat mitjana però que per culpa dels al·luvions de les rieres i del Llobregat al final va esdevenir un estany soltat de maresmes. Així ho reflecteixen topònims com Circulo (978) i Banyols.
Molt a prop es troba la Zona Franca de Barcelona. Gràcies al creixement i l'activitat del proper polígon industrial, la població del barri es va multiplicar al llarg del segle xx, en bona part a causa de l'arribada de molts immigrants de diverses regions espanyoles.